# Jens Nygaard
Jens Nygaard (26 oktober 1931 – 24 september 2001), was een Amerikaans dirigent en bespeler van vele instrumenten. Zijn vader was een Deense immigrant, zijn moeder was Schots.  
Jens Nygaard werd geboren in het plaatsje Stephens in Arkansas. Op vroege
leeftijd kreeg hij van zijn moeder pianoles. Hij studeerde verder, cello, picolo en klarinet. Hij bespeelde verder bijna alle andere instrumenten. Tijdens zijn studie  aan het conservatorium in Louisiana verdiende hij bij als kerkorganist.
In 1954 ging hij studeren in aan de beroemde Juilliard School of Music en studeerde af in 1958. Nygaard kreeg op Juilliard nooit de erkenning waar hij naar op zoek was, omdat hij nooit werd toegelaten tot de dirigenten opleiding. Aan het begin van zijn muzikale carrière is Nygaard geruime tijd dakloos geweest. Aan het eind van die periode kwam hij contact met, Joel Krosnick, cellist van het Juilliard strijkkwartet en gaf hem als dakloze les in efficiëntere vingerzettingen voor de cello.
Vanaf 1956 sloeg hij zijn eigen weg in en leerde zichzelf het vak van dirigent. Nygaard kreeg een zenuwinzinking en werd in 1959 voor korte tijd opgenomen. Na zijn herstel dirigeerde hij tot 1965 diverse symfonieorkesten.
- Library of Congress Control Number: n96028322
- Virtual International Authority File: 68191854
- WorldCat: E39PBJhH6YGpK4b3mrTTx7JJjC